# Władysław Olizar
Władysław Olizar (ur. 11 listopada 1908 w majątku Czarnolas w Żytomierskiem, zm. 23 grudnia 1982) – inżynier rolnik, ziemianin, działacz polityczno-społeczny.

## Życiorys
Syn Włodzimierza Mariana i Urszuli Andrychiewicz. Ukończył SGGW (1929–1932). Był członkiem korporacji „Arkonia”. Współtworzył środowisko ONR-u. Brał udział w wojnie obronnej Polski w 1939. Podczas II wojny działał w SCN (Wydział Rolny) oraz Delegaturze Rządu na Kraj. Uczestniczył w powstaniu warszawskim. Wspólnie ze Stanisławem Żarynem administrował majątkiem Szeligi koło Warszawy. Ukrywali tutaj Irenę i Lazara Engelbergów, żydowskie małżeństwo.
Po wojnie był administratorem majątków Państwowych Nieruchomości Ziemskich. Pracował też w Centralnym Biurze Studiów i Projektów Wodno-Melioracyjnych.
Pośmiertnie (1998) odznaczony medalem Sprawiedliwy Wśród Narodów Świata.
Pochowany w Laskach.